# Códice Ixtlilxóchitl

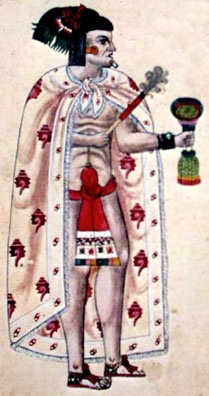
Ixtlilxochitl I Códice Ixtlilxochitl folio 107

El Códice Ixtlilxóchitl es un calendario ritual escrito aproximadamente en 1550 d. C. en la Ciudad de México, el cual narra las principales festividades y ceremonias celebradas en la Gran pirámide de Tenochtitlán. Dicho códice se basa sobre el sistema Xiuhpohualli el cual consta de 365 días, divididos en 18 meses de 20 días cada uno más un período adicional de cinco días inútiles al final del año. Cada festividad está descrita por un pictograma: un animal, una construcción o algunas ofrendas y una pintura de los gobernantes de Texcoco
pertenecientes al tetzcocano Fernando de Alva Ixtlilxóchitl (1578-1650) y Debajo de cada festividad se encuentra una pequeña explicación o traducción del pictograma escrita por el mismo Fernando de Alva Ixtlilxóchitl en español.

## Características
El Códice Ixtlilxóchitl está compuesto por tres fragmentos de un volumen mayor integrado por varios textos con diferentes orígenes e independientes
pertenecientes al tetzcocano Fernando de Alva Ixtlilxóchitl (1578-1650) y a Carlos de Sigüenza y Góngora
La primera parte está integrada por 11 folios, todos con textos explicativos en español
relacionados con los ritos del calendario civil de 18 meses, con las ceremonias religiosas y con los dioses. Actualmente se tiene la creencia que esta sección se trata de una copia de un documento perdido el día de hoy debido a los grandes paralelismos contenidos en el Códice Magliabecchiano y el Códice Tudela. 
La segunda parte está compuesta por 6 hojas de papel europeo las cuales contienen: pinturas de muy alta calidad
de los gobernantes de Texcoco, dibujos del Templo Mayor, del dios Tláloc. y acerca de la población indígena.
La tercera parte está formada por 10 folios escritos por el mismo Fernando de Alva Ixtlilxóchitl y es producto de una copia de la obra de Fray Bernardino de Sahagún, las cuales narran nuevamente las 18 veintenas del año nahua. Esta parte fue escrita en puño y letra por el mismísimo Fernando de Alva Ixtlilxochitl, el cual intenta de establecer una correlación entre el Tonalpohualli y el calendario europeo.

## Historia
El códice perteneció al famoso cronista tetzcocano Fernando de Alva Ixtlilxóchitl (1578-1650), autor de la Historia de la nación chichimeca y otras importantes relaciones históricas que relatan el pasado prehispánico de la región Tetzcoco-Aculhua. Sin embargo, el documento, tal y como hoy lo conocemos, es en realidad el resultado de la recopilación de diversos manuscritos; es decir, las tres partes que hoy lo conforman son apenas tres fragmentos de un volumen mayor integrado por varios textos que pertenecieron al propio Ixtlilxóchitl y a Carlos de Sigüenza y Góngora. 
La primera parte está integrada por 11 folios pintados por ambos lados que contienen textos y glifos relativos a los dioses, ceremonias y ritos del calendario civil de 18 “meses” o veintenas. Esta sección del Ixtlilxóchitl es probablemente copia de un documento hoy perdido, pues muestra un gran paralelismo con el Códice Magliabecchiano, el Códice Tudela y otros documentos de la época, por lo que al parecer, fueron varios códices los que se hicieron a partir del manuscrito que sirvió de fuente para su elaboración.
La segunda parte del Códice Ixtlilxóchitl se compone de seis hojas en papel europeo que contienen pinturas de los gobernantes de Tetzcoco y dibujos del dios Tláloc y del Templo Mayor. Según Patrick Lesbre (1998), las imágenes de los señores tetzcocanos pueden relacionarse con las obras de Francisco Hernández, en tanto que las láminas religiosas fueron tomadas por don Fernando de la relación histórica de Juan Bautista Pomar (1582) y copiados posteriormente, en el siglo XVIII, por Veitia (Doesburg, 1996). 
La tercera parte está formada por diez hojas escritas por Fernando de Alva Ixtlilxóchitl , y son producto de una copia que él mismo realizó de la obra de fray Bernardino de Sahagún.
“La colección entera de manuscritos originales, copias y códices que había logrado reunir Ixtlilxóchitl para escribir sus obras históricas, pasaron a su muerte, acaecida en 1650, a manos de su hijo. Don Luis de Alva Cortés conservó todos los papeles de su padre hasta que falleció en 1681, y entonces la colección pasó a manos de Sigüenza y Góngora, quien había mantenido una estrecha amistad con el hijo del historiador tetzcocano.”

Notable historiador, poeta, astrónomo y matemático, Sigüenza y Góngora conservó los códices y documentos hasta su muerte en 1700 y, conforme a su testamento, dejó como heredera de sus manuscritos a la biblioteca del Colegio Máximo de San Pedro y San Pablo de la orden de los jesuitas en la Ciudad de México. El Códice Ixtlilxóchitl, así como el resto de la colección, permaneció en esa biblioteca hasta que lo recogió el humanista italiano Lorenzo Boturini Benaduci (1702-1755) durante sus pesquisas para recopilar manuscritos históricos.
La colección de Boturini era tan importante que involucró a dos virreyes: Pedro de Cebrián y Agustín, quien la confiscó porque Boturini entró ilegalmente a la Nueva España, y a su sucesor: Juan Francisco de Güemes, quien la cedió al anticuario Fernández de Echeverría y Veytia, quien la solicitó para sus estudios. A raíz de su fallecimiento, pasó a manos de Antonio de León y Gama (1735-1802) y luego a sus herederos. Ahí la colección se dividió. El Códice quedó en la parte que adquirió después el sacerdote José Pichardo y en 1827 Joseph Alexis Aubin. Posteriormente el franco mexicano Eugène Goupil adquirió la colección y de ahí pasó a la Biblioteca Nacional de Francia en París, donde el Códice Ixtlilxóchitl permanece hasta la actualidad bajo los números de registro 65-71.

## Publicación
Este documento no había sido publicado hasta 1971 por la Akademische Druck-U Verlaganstalt, en cuya colección Fontes Rerum Mexicanarum ostenta el número 9 y está formado por dos partes.
La primera consiste en la reproducción exacta del documento, por lo que se presentan a color todas las láminas que contienen ilustraciones; mientras que la segunda parte corresponde al estudio preparado por Jacqueline de Durand Forest.
Esta segunda parte está formada por 10 apartados: un prefacio, una introducción, la historia y fecha del documento, el estilo de las pinturas, la descripción detallada del documento, la concordancia del calendario mexicano, cuadros comparativos del “Códice Ixtlilxóchitl” con el Códice Magliabechiano y el Códice Tudela, y conclusiones.